# Notre-Dame-de-Cresnay
Notre-Dame-de-Cresnay est une ancienne commune française du département de la Manche.
En 1825, la commune fusionna avec Saint-Pierre-de-Cresnay pour former la nouvelle commune des Cresnays.

## Toponymie
Notre-Dame, le vocable désigne la Vierge Marie, c'est le féminin de « Notre-Seigneur », nom donné à Jésus-Christ.
Cresnay pourrait reposer sur le bas-latin quercinus « chêne », suivi du suffixe -etu. D'où : « les lieux plantés de chênes ».

## Démographie
| 1793 | 1800 | 1806 | 1821 |
| ---- | ---- | ---- | ---- |
| 420  | 356  | 394  | 378  |